# Evangelisch-Lutherisches Dekanat Memmingen
Das Evangelisch-Lutherische Dekanat Memmingen ist einer von achtzehn Dekanatsbezirken des Kirchenkreises Schwaben-Altbayern der Evangelisch-Lutherischen Kirche in Bayern. Bis zu dessen Fusion 2025 gehörte es dem Kirchenkreis Augsburg an.

## Geographie
Das Dekanat Memmingen liegt im Südwesten Bayerns an der Landesgrenze zu Baden-Württemberg. Es umfasst das Gebiet des Landkreises Unterallgäu, das der kreisfreien Stadt Memmingen sowie je eine Gemeinde aus dem Landkreis Günzburg (Krumbach) und dem Landkreis Ostallgäu (Buchloe).

## Geschichte
Bedeutend für die kirchliche und territoriale Entwicklung in Oberschwaben waren die Reichsklöster. Südöstlich von Memmingen befindet sich das 764 gegründete und 972 zum Reichskloster erhobene Kloster Ottobeuren. Im Nordwesten von Memmingen liegen die ehemaligen Reichsabteien Rot an der Rot (gegründet 1126) und Ochsenhausen (gegründet 1090) sowie die ehemalige Reichskartause Buxheim. Im Süden von Memmingen befand sich das große Territorium des 752 gegründeten Klosters und Fürststifts Kempten. In der Reformationszeit lag die Reichsstadt Memmingen wie eine Insel innerhalb von geistlichen Territorien. Als Reformator Memmingens gilt Christoph Schappeler. Ab 1523 konnte Schappeler ungehindert lutherisch predigen. Nach einem Religionsgespräch vom 2. bis 7. Januar 1525 im Rathaus wurde die Messe abgeschafft und das Abendmahl unter beiderlei Gestalt gereicht. Unter dem reformatorischen Einfluss kamen am 20. März 1525 die Zwölf Bauernartikel zustande.
Der darauf folgende Bauernkrieg mit der Besetzung der Stadt durch die Truppen des Schwäbischen Bundes brachte einen vorübergehenden Rückschlag für die Reformation. Auf dem Augsburger Reichstag 1530 wurde von Memmingen zusammen mit den Reichsstädten Straßburg, Konstanz und Lindau die zwinglianisch geprägte Confessio Tetrapolitana vorgelegt. Damit distanzierten sie sich von den übrigen evangelisch gesinnten Reichsständen, die die Confessio Augustana vorlegten. Nach dem Tod Zwinglis übernahm Memmingen 1532 die Confessio Augustana. Mit dem Beitritt zur Wittenberger Konkordie 1536 nahm man vollständig das lutherische Bekenntnis an. 1530 setzte die Stadt in Steinheim bei Memmingen einen evangelischen Pfarrer ein. 1532 folgten weitere Memminger Landgemeinden. 1537 erfolgte dann offiziell die Reformierung der reichsstädtischen Landgemeinden Arlesried, Buxach, Dickenreishausen, Erkheim, Frickenhausen, Lauben, Memmingerberg, Steinheim, Volkratshofen und Woringen. 1577 wurde in Volkratshofen ein Simultaneum eingeführt. Nach der Gegenreformation 1629 kehrte man 1649 wieder zum Simultangebrauch der Kirche St. Stephan zurück. In Erkheim waren 1537 beide Kirchen, die obere und die untere Pfarre, evangelisch geworden. Durch die Gegenreformation wurden beide Kirchen ab 1628 wieder katholisch. Nach der Restitution gemäß dem Normaljahr 1624 aufgrund der Bestimmungen des Westfälischen Friedes wurde die obere Kirche wieder lutherisch.
In Memmingen wurde für die Stadt und die Landgemeinden nach der Reformation ein Superintendentur eingerichtet. Der Superintendent war der Pfarrer von St. Martin. Üblicherweise hatte der Superintendent seine Pfarrkarriere in einer der Landgemeinden begonnen. Am 7. Dezember 1810 wurde das Bayerische Dekanat errichtet. Mit dem Zuzug der Vertriebenen nach dem Zweiten Weltkrieg gründeten sich in den meist katholisch geprägten Orten evangelische Gemeinden, was die Verwaltungsarbeit des Dekanates stark anwachsen ließ. Vorher war es fast nur auf das Gebiet der ehemaligen Reichsstadt Memmingen und die zwinglischen Gemeinden in Grönenbach und Herbishofen beschränkt. Das Dekanat gehört seit 1971 zum Kirchenkreis Augsburg. Seine Aufgaben sind vor allem die Pfarrereinteilung, die Verwaltung der Kirchenliegenschaften und die Kantorei.

## Pfarreien
Im Dekanat leben 31.799 (Stand: 2009) Gemeindemitglieder in 18 Gemeinden. Außerdem gibt es auf dem Gebiet des Dekanats die evangelisch-reformierte Gemeinden Bad Grönenbach und Herbishofen, die zur Evangelisch-reformierten Kirche gehören.

### Stadtgebiet Memmingen
- Dekanatshauptkirche St. Martin (mit Kinderlehrkirche)
- Unser Frauen
- Christuskirche
- Versöhnungskirche
- Buxach/Buxheim
  - Sprengel Dreieinigkeitskirche im Ortsteil Buxach
  - Sprengel Buxheim im Landkreis Unterallgäu.
- Dickreishausen/Volkratshofen
  - Sprengel Dickenreishausen, St.-Agatha-Kirche
  - Sprengel Volkratshofen, Simultankirche St. Stephan
- St. Martin im Ortsteil Steinheim

### Landkreis Unterallgäu
- Bad Wörishofen, Erlöserkirche
- Erkheim, St.-Peter-und-Paul-Kirche (obere Kirche)
- Frickenhausen/Arlesried
  - Sprengel Frickenhausen St. Veit
  - Sprengel Arlesried, St. Ursula
- Lauben, Unser Lieben Frauen
- Memmingerberg, St.-Gordanius-und-Epimachus-Kirche (1483)
- Mindelheim, Johanneskirche
- Ottobeuren, Erlöserkirche
- Türkheim, Heilig-Geist-Kirche
- Woringen, Unser Frauen

### Landkreis Günzburg
- Krumbach, Evangeliumskirche und Apostelkirche

### Landkreis Ostallgäu
- Buchloe, Hoffnungskirche

## Hauptamtliche Mitarbeiter
Im Dekanatsbezirk sind 20 Evangelisch-Lutherische Pfarrer und Pfarrerinnen in den 18 Kirchengemeindentätig. Vier Pfarrer befinden sich im Schuldienst, eine Diakonin ist in der Gemeindearbeit tätig. Zehn Religionspädagogen und zwei Katecheten sind im Religionsunterricht in den Schulen im Landkreis Unterallgäu und der Stadt Memmingen eingesetzt, zwei von ihnen zusätzlich in ihren Kirchengemeinden tätig. 17 Pfarramtssekretärinnen und 2 Dekanatssekretärinnen leisten Verwaltungsarbeit. Kirchenmusikdirektor und Dekanatskantor ist Hans-Eberhard Roß.